# جوانا كوستا
جوانا كوستا هي منافسة ألعاب القوى برازيلية، ولدت في 15 مايو 1981.

## وصلات خارجية
- جوانا كوستا على موقع الاتحاد الدولي لألعاب القوى (الإنجليزية)
- جوانا كوستا على موقع أوليمبيديا (الإنجليزية)
- جوانا كوستا على موقع اللجنة الأولمبية البرازيلية (البرتغالية)